# Semana del Arte Rosario

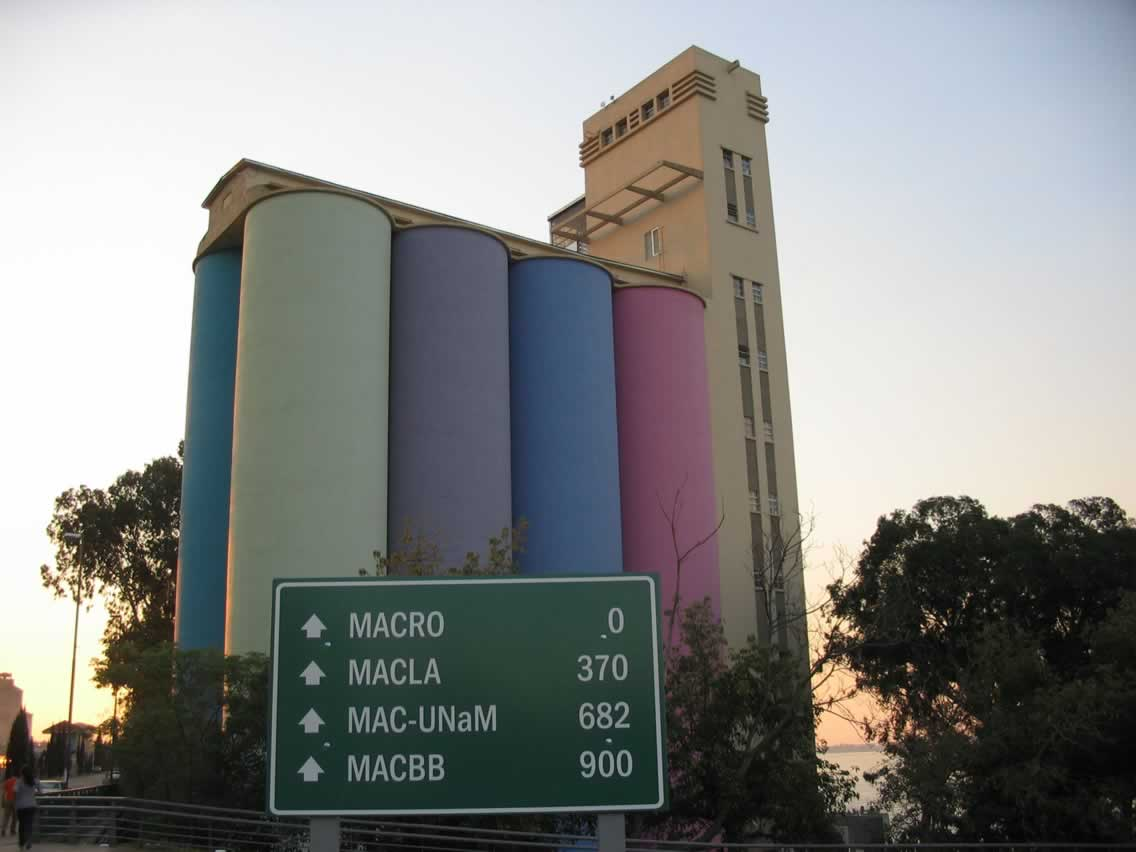
Museo de Arte Contemporáneo de Rosario (MACRo) una de las instituciones organizadora de la Semana del Arte. Intervención de Cristian Segura para la 2SAR06.

La Semana del Arte Rosario (SAR) es un evento cultural organizado desde 2005
por la Secretaría de Cultura y Educación municipal de la ciudad argentina de Rosario, en colaboración con el Museo de Bellas Artes Juan B. Catagnino y el MACRo (Museo de Arte Contemporáneo de Rosario). El objetivo de la iniciativa es trasladar el arte: sacarlo de los museos y llevarlo a espacios urbanos de uso cotidiano.
La idea nace como alternativa para exponer toda la colección de arte contemporáneo (la mayor de Argentina) que Catagnino+MACRo poseen, pues resulta imposible la exhibición simultánea de todos los materiales en los museos. Plazas, bares, vidrieras, galerías, museos, shoppings, hoteles, reparticiones oficiales y privadas, kioscos de revistas, transportes urbano de pasajeros, facultades, rincones inadvertidos, reformulan por una semana el concepto de ciudad, convirtiéndola en escenario de ese encuentro entre lo íntimo y lo público.
Destaca el proyecto "señalamientos urbanos", un material editado en librillos de distribución gratuita. Se pide a varias personalidades que señalen 10 espacios y/o situaciones significativas de la ciudad. De ese modo se invita a los transeúntes a mirar con nuevos ojos enclaves que suelen pasar desapercibidos.
Otra propuesta bien acogida es "La noche de los museos abiertos". Consiste en realizar un circuito nocturno por los museos de Rosario, para lo que se dispone de medios de transporte inusitados, como el tren “la Merenguita” y los ómnibus de “Rosario Visión”, a los que el público accede de forma gratuita. La Segunda Semana del Arte amplió esta propuesta con una importante variedad de muestras, obras, objetos en exposición y espectáculos musicales.
Las tres primeras "Semanas" contaron con actividades, eventos y exhibiciones en diferentes espacios de la ciudad, como por ejemplo: curadurías internas en el MACRo, coloquios en el Auditorio del Parque de España, intervenciones en vidrieras de comercios de la ciudad, en el río Paraná frente al MACRo y en otros espacios urbanos a cargo de personajes de Rosario y del país que tuvieran vinculación con esta ciudad.
Cada Semana del Arte tiene su propia idea, temática y concepto particulares. En la primera edición de este evento los museos exhibieron su colección de arte argentino contemporáneo fuera de la institución; en el segundo ciclo, la propuesta quedó resumida en la frase: “LLAME YA! Arte en la puerta de su casa”, llevando las producciones contemporáneas a los domicilios de los ciudadanos que así lo solicitasen. En la tercera Semana, la idea se centró en poner en juego el concepto de ciudad en relación con el arte, para lo que se entregaron 10 000 regalos relacionados con la temática en cuestión.

## 1SAR|2005 / Ciudad expuesta. El arte en la esquina de su casa

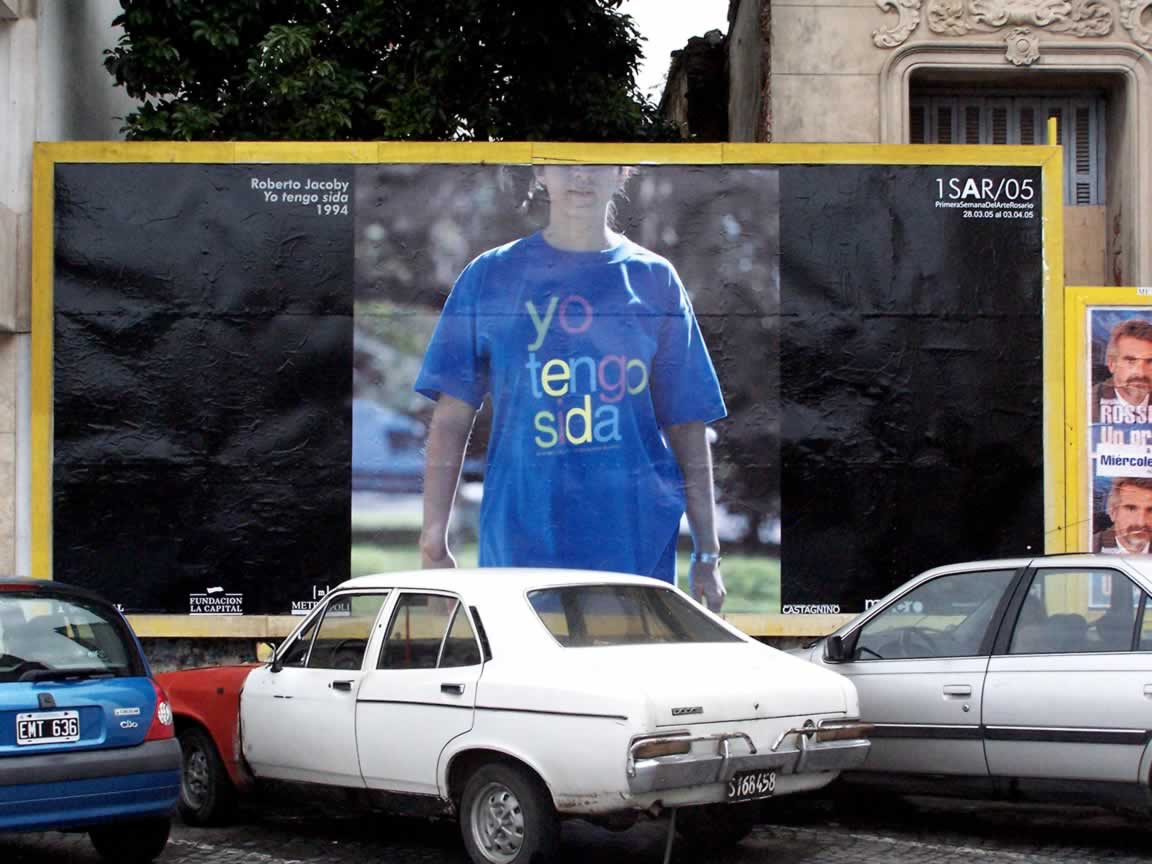
Intervención presentada en la 1SAR05. "Yo tengo SIDA" 1994 de Roberto Jacoby.

La Primera Semana del Arte Rosario (1SAR05) se desarrolló del 28 de marzo al 3 de abril de 2005. Fue la primera vez que la colección completa del Museo Castagnino+MACRo traspasó las puertas de las sedes institucionales para ser exhibida en distintos lugares de la ciudad. Este período coincidió con la celebración del premio otorgado a Rosario por el Programa de las Naciones Unidas para el Desarrollo (PNUD) y aportó una acción cultural de amplia participación: 51 instituciones y empresas, 500 obras y más de 300 artistas convergieron en el marco de las visitas de las delegaciones extranjeras.
El objetivo de la primera edición fue instalar el arte en todas partes, llevando el arte a la vida cotidiana. El concepto se formuló en torno a la idea de "ciudad expuesta" según la noción de "intervención" en espacios públicos y privados, haciendo hincapié en el arte en la esquina. Distintos lugares públicos funcionaron como espacios de exposición, permitiendo un contacto directo con los artistas que realizaban las intervenciones.

## 2SAR|2006 / ¿Tiene problemas con el arte contemporáneo? Llame ya!
La segunda edición se llevó a cabo entre el 18 y 24 de septiembre de 2006. La ciudad fue abordada por artistas de distintas disciplinas. Los organizadores elaboraron el concepto “¿Tiene problemas con el arte contemporáneo? llame YA!”. Para eso, se habilitó una línea telefónica que recibió más de 200 llamadas.
Esta Semana se centró en una idea superadora: "meterse en la casa de la gente con el ánimo de desacralizar el arte y específicamente achicar distancias con quienes consideran que el arte es difícil de comprender y disfrutar". Así, la representación se situó en llevar el arte a la puerta de la casa (inclusive puertas adentro).

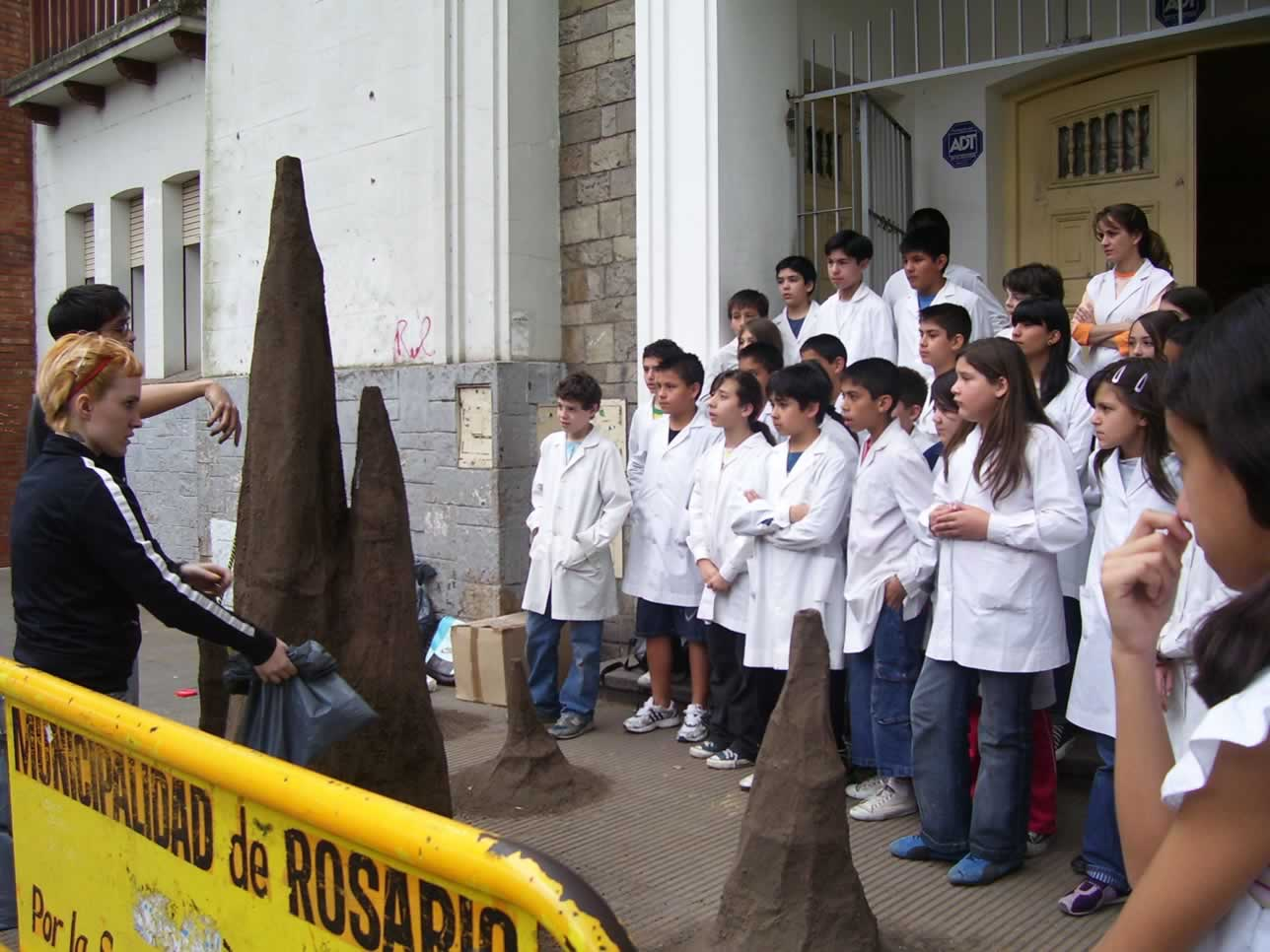
Intervención presentada en el marco de la 2SAR06. Autor: Adrián Villar Rojas.

Los artistas trabajaron sus obras bajo tres espacios conceptuales: el espacio público institucional, el espacio urbano como lugar de tránsito, recreación y trabajo y el espacio privado comercial, en sus diferentes formas. A estos se añadió el espacio doméstico: el "arte a domicilio" (incorporado ese año como una modalidad diferente para llegar a otros públicos).
Los vecinos que se inscribieron pudieron elegir entre tres opciones:
1) "Arte en la puerta de su casa": consistía en la intervención de un artista en la puerta de algún domicilio de nuestra ciudad.
2) "Delivery de arte", que consistía en la vieja práctica del arte correo. Quienes lo solicitaban recibían en su buzón una obra multiejemplar, firmada por el autor.
3) "Delivery de artistas". Incluía a curadores, críticos y directores de museos y se basaba principalmente en invitar a uno de estos especialistas a desayunar, almorzar o cenar a su casa, o incluso a bailar, para dialogar acerca del arte contemporáneo.
Los artistas que participaron en la campaña “llame ya!” fueron los siguientes:
"El arte en la puerta de su casa"
1. Adrián Villar Rojas
2. Herrera Carlos
3. José Mizdraji
4. Gastón Herrera
5. Marina Gryciuk
6. Niño Rodríguez
7. Fernando Piedrabuena
8. Román Vitali
9. Rosa Chancho
"Delivery de arte"
1. Hugo Cava
2. Matías Duville
3. Laura Rippa
4. Nadia Drubich
"Delivery de artista"
1. Andrea Ostera
2. Melina Berkenwald
3. Claudia del Río
4. Fernando Farina
5. Andrea Ruiz
6. Rosa Chancho
7. Juan Lecuona
8. Mauro Machado
9. Rogelio Polesello

## 3SAR|2007 / ¿Usted no tiene suerte? Con el arte gana seguro
La tercera edición se desarrolló entre el 1 y 7 de octubre de 2007. En esta oportunidad la idea principal se centró en "reformular el concepto de ciudad con relación al arte contemporáneo".

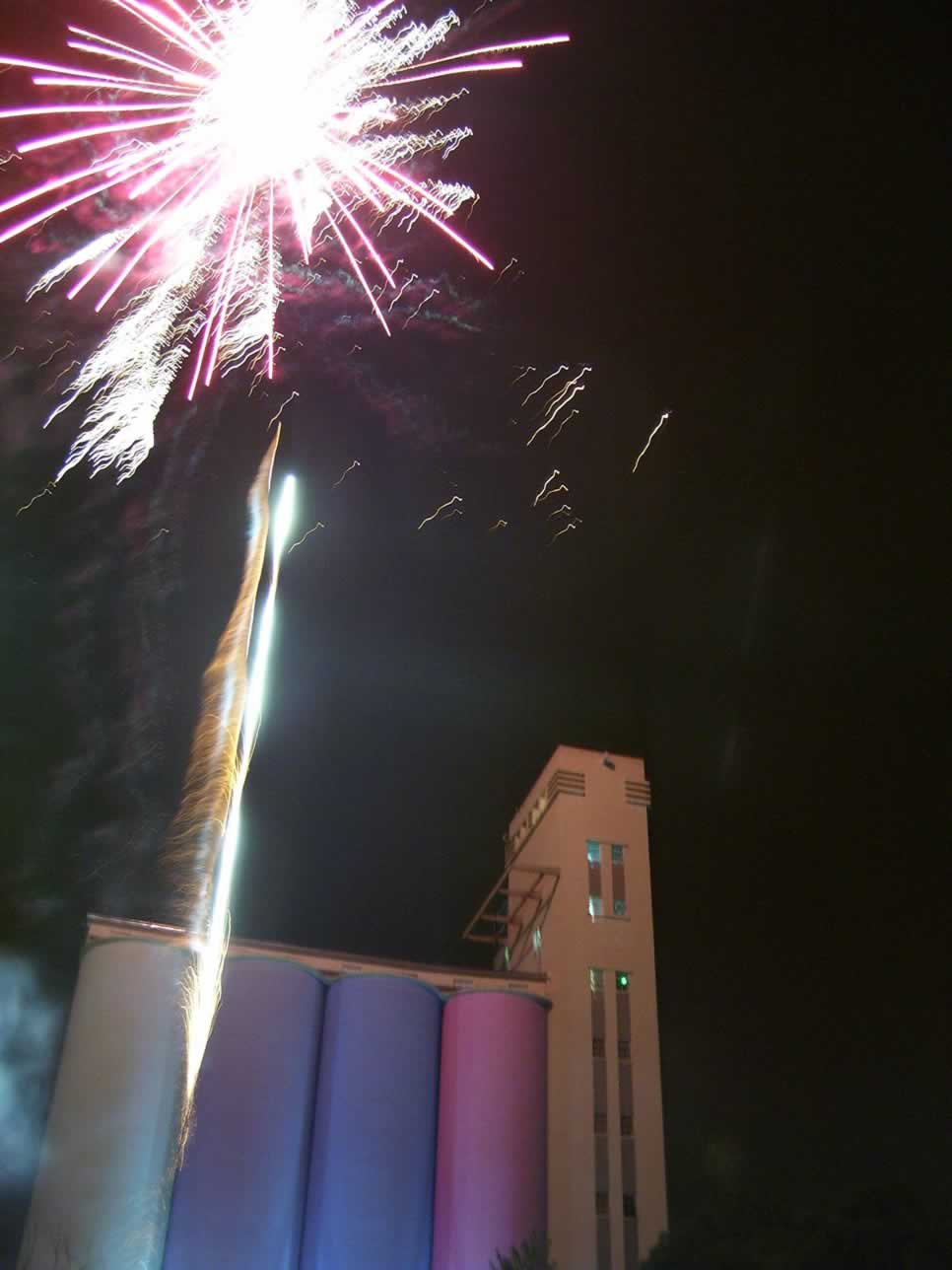
Intervención con fuegos artificiales para la inauguración de la 3SAR07. Autor: Esteban Álvarez.

El concepto renovador surgió del eslogan “¿Es usted una persona sin suerte? Pruebe con el arte y gane seguro”. Quienes se anotaron pudieron disfrutar de packs de gráfica, libros de arte, visitas guiadas a muestras y hasta cenas con personalidades ilustres de las artes.
Durante este tiempo Rosario se convirtió en la capital cultural del país, y las calles de la ciudad, en el escenario de los sucesos más importantes del arte contemporáneo.
En esta edición fueron seis los artistas que presentaron sus proyectos en diferentes puntos de la ciudad. "Fuegos artificiales", de Esteban Álvarez, fue la Intervención inaugural.
Así mismo destacaron: "Microlluvia", de Flor Balestra, una intervención de dibujos que estuvo expuesta en la Terminal de Ómnibus; "Mess Up Your Mind", de Franticek Klossner, instalación de vídeo basada en la temática de la sociedad de comunicación en donde el artista retrató, por medio de cámaras de alta velocidad, movimientos siempre iguales del rostro de 50 personas.
En las inmediaciones del Pasaje Juramento se presentó: "La Casa Soñada", de Tamara Stuby; "La Grieta", de Dante Taparelli, intervención en defensa de la educación pública y en el hall central del Palacio de Correos "Meteorito Chaco", estampilla tridimensional, de Guillermo Faivovich y Nicolás Goldberg.
También, un camión recorrió Bv. Oroño desde el Museo Castagnino hasta el MACRo con una instalación de sonidos y luces grabados durante la Intervención inaugural con fuegos de artificio.

## 4SAR|2008 / Calle principal y bar tradicional
La cuarta edición tuvolugar entre el 6 y 12 de octubre de 2008, haciendo hincapié en los conceptos “La calle principal y el bar tradicional”.
Bajo el lema “las ciudades nacen en una plaza, se construyen en una calle y se encuentran en un bar”, decenas de artistas intervinieron la calle Córdoba desde Boulevard Oroño hasta el Pasaje Juramento, lugar donde se encuentra emplazado el Monumento a la Bandera.
Las personas que circularon por dicho trayecto tuvieron la posibilidad de conectarse con obras de arte ancladas en diversos formatos que van desde instalaciones, interferencias, objetos y fotografías hasta stickers, videos y performances. En este trayecto también se trabajó sobre edificios históricos de gran valor patrimonial.

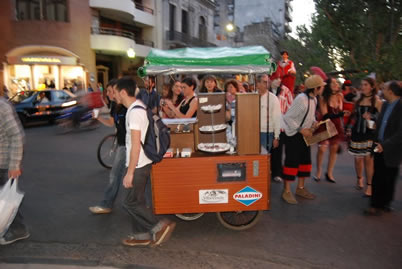
Intervención del "Carro de las inauguraciones" Recorriendo calle Córdoba en la apertura de la 4SAR08.

En esta edición fueron treinta y siete los artistas que presentaron sus proyectos sobre calle Córdoba, entre los que se destacan el “Carro de las inauguraciones”, obra de Matías Pepe y Florencia Caterina. Asimismo: la artista Marina Gryciuk realizó la intervención de un local comercial, Leo Aragües alteró cestos de basura y Dante Taparelli hizo lo propio en el Shopping del Siglo ubicado sobre calle Córdoba.
La lista completa de artistas que participaron en la 4SAR08 se completa con: Belén Romero Gunset, Juan Rodríguez, Liliana Sánchez, Perla Prats, Analí Chanquía, Federación Argentina de StickBoxing, Santiago Zecchin, Alejandro Beresi + Fernando Mariño, María Lorena Kaethner, Mabel Temporelli, Gonzalo Casadidio, Gustavo Daniel Ríos, Jorge Daffunchio, Fabiana Imola, Mirtha Bermegui, Gustavo Fritegotto, Lisandro Puzzolo, Joaquina Parma + Gabriela Feuli, María Victoria Bonino, Gabriel Chaile, Vesta Olivera, Mauro Guzmán, Grupo Camp, Elbio Barchiesi, Virginia Masau, Leila Tahoopp, Marcela Sinclair, Leandro Comba, Marcelo Molina + Hugo Salguero, Max Cachimba, Rubén Echagüe, Marita Guimpel, Silvia Lenardón y Michele Siquot.
La vida en la ciudad de Rosario fue alterada íntimamente por la particular intromisión de estos artistas, que trabajaron directamente sobre el espacio público.
En 2008, La Semana del Arte se extendió por primera vez a otras ciudades como Rafaela, Reconquista, Venado Tuerto y Santa Fe, promoviendo el intercambio entre artistas Santafesinos.

## 5SAR|2009 / Al borde
En su quinta edición se realizó un homenaje a los años sesenta reproduciendo en espacios publicitarios urbanos tres obras de la colección: ¿Por qué son tan geniales? de Edgardo Giménez, Dalila Puzzovio y Carlos Squirru, Vivo dito de Alberto Greco y Nosotros afuera de Federico Manuel Peralta Ramos, artistas emblemáticos de aquellos años que indagaron sobre la idea de obra, sus alcances y los circuitos culturales. 

Pero, ¿Qué es lo que hace a …. tan diferente, tan atractiva? fue la frase-marca que se extendió hasta los límites de la provincia de Santa Fe y que adoptaron las localidades
participantes de la edición 2008, y también Tostado, Rufino, San Carlos Centro, Los Amores y Helvecia.

## 6SAR|2010 / Cabildo Abierto del Arte
La conmemoración del Bicentenario de la Revolución de Mayo sirvió como disparador para repensar el arte argentino entre su tradición y su actualidad.

La 6SAR/10 se pensó como una oportunidad para debatir acerca de las prácticas concretas, tradiciones y emergencias de cada escena artística del país. Rosario fue
el centro de una reunión histórica de artistas, agentes culturales, críticos e intelectuales de toda la República Argentina.

Entonces, el evento se planteó en dos etapas: en primera instancia un congreso: el Cabildo Abierto del Arte, en el que se propuso y se llevó adelante ese debate con invitados y participantes de toda la república y una segunda etapa donde se concretaron las propuestas elaboradas durante la primera y se publicaron sus resultados en un libro homónimo.

## 7SAR|2011 / Reencontrar la ciudad
Después de su despliegue a nivel nacional, la séptima versión del evento se propuso volver a sus comienzos: reencontrar la ciudad fue una consigna no sólo para el modo de producción del evento sino también para los propios organizadores.

La idea volvió a ser el redescubrimiento de lo que es olvido cotidiano y, para ello, se propuso trabajar desde lugares (tanto geográficos como conceptuales) marcados por la historia, la tradición urbana, lo social y/o lo político de una ciudad en constante transformación.

Esto llevó indefectiblemente a una fuerte participación de las instituciones y organizaciones que nuclean a los vecinos de la ciudad, como los Centros de Distrito.

## 8SAR|2012 / Te cambiamos la cara
La Octava Semana del Arte Rosario se situó en la convergencia entre lo que no había transitado aún y lo que ya formaba parte de su propia historia.

Desde un lugar en el que el reciclaje es un aspecto constitutivo. Reciclamos papel, plástico e, incluso si no somos conscientes, ideas. En ese sentido es que volvimos a dos modalidades de anteriores SAR, para revisitarlas desde propuestas que las resignificaran: el encuentro de las fachadas urbanas con grupos de lo que se suele denominar “arte callejero” devino Llame ya!: Te cambiamos la cara. 

Por otro lado Locales a la cal replanteó la experiencia de Calle principal y bar tradicional con una propuesta que trabajó a partir de la obra (work in progress) del artista rosarino Lisandro Arévalo, quien comprendió (vio, es más preciso) el hecho artístico inconsciente y colectivo que se manifiesta en los paños vidriados de edificios mientras están en construcción.

## 9SAR|2013 / Contenedores de arte
Para la novena edición decidimos pensar el contenedor (ese objeto que se ve sobre todo en espacio de tránsito, como puertos, camiones o trenes) como posibilidad urbana de experiencia y exposición de arte.

Piezas de arquitectura mínima que llevan el viaje como marca. Aunque a veces se desvían de su rutina: pueden llegar a ser el refugio clandestino y la posibilidad de escape de emigrantes desesperados o la cárcel móvil para llevar trabajadores ilegales a su destino de esclavitud. O transformarse en unidad habitacional mínima en lugares de necesidades acuciantes.
También. Esta pieza mecánica y arquitectónica, especie de monumento de la modernidad, pero también de su apocalipsis, devenida sala de arte provisoria y móvil. Se trató de situarlos en la ciudad para que, durante esa semana en la que el espacio urbano se transforma en un contenedor de arte, contuvieran intervenciones de artistas específicas, pensadas para ese espacio, esas dimensiones y esa materialidad. Para la 9SAR/13 invitamos a curadores y artistas para que pensaran, no el espacio de la sala de arte o el museo, sino el de uno de esos contenedores que se ubicaron en los barrios de Rosario. Micromuseos en la esquina de su casa.

## 10SAR|2014 / Cartografía rosarina deviene cronología Semana del Arte
Del 23 de octubre al 1° de noviembre se realizó en distintos puntos de la ciudad la Décima Semana del Arte Rosario 2014, que en esta edición trabajó la década a la que hace referencia el 10 de su logo: década no definible en términos maniqueos –o de contaduría– como ganada o perdida, sino como devenir crecimiento. 

En estos diez años Semana del Arte ha crecido en muchos sentidos, entre ellos también el geográfico, pero fundamentalmente lo ha hecho en uno: ir comprendiéndose a sí misma, ir captándose como espacio de agenciamientos que van emergiendo de su misma forma en mutación, de su propio desplazamiento, del permanente encuentro con sus bordes y, sobre todo, de encontrarse en la calle con
los que son los participantes primeros y –a la vez– destinatarios: los vecinos de la ciudad en y para la cual fue creada.

En esta línea, se abrió la propuesta para que 10 artistas invitados realicen 10 intervenciones en colaboración, en diálogo, con los vecinos de los 10 lugares seleccionados:
en un recorrido que hizo de cada una de esas producciones un signo espacio-temporal, el encuentro entre un lugar significante con un momento que viene a ocuparlo, a transformarlo en un tiempo preciso y a crearlo –también– como un nuevo espacio.
De este modo, la cartografía rosarina devino cronología Semana del Arte; que simultánea e inevitablemente devino cartografía afectiva, mapa atravesado por el deseo, lugar de agenciamientos de deseo entre el arte y la experiencia cotidiana.

## 11SAR|2015 / Vías Fluviales
Del 4 al 10 de octubre de 2015, la 11SAR|2015 propone intervenciones de artistas rosarinos y de todo el país en otros tantos puntos de estos lugares marcados por el agua.

Estos avatares del río y de una ciudad que está en medio de su recorrido fundan el concepto de esta Undécima Semana del Arte. No hay un solo cauce de agua en Rosario. Si bien el Paraná es –fuera de toda comparación– el mayor, tenemos cursos de agua que –vistos desde la contemporaneidad del arte– tienen puntos tan atractivos como el Paraná para ser intervenidos. Esto no significa solamente el cauce o el agua misma sino el entorno, lo que ocurre a su alrededor (que –por supuesto– no ocurriría si esa corriente de agua no estuviera allí).